# Damme
Damme (pronunciación en alemán: /ˈdamə/ (escucharⓘ)) es una pequeña ciudad en Baja Sajonia en el distrito de Vechta (Alemania).